# Cymbospondylidae
De Cymbospondylidae zijn een familie of klade van uitgestorven hueneosauride ichthyosauriërs, bekend uit het Midden-Trias van Europa, Noord-Amerika en Azië.

## Taxonomie
De Cymbospondylidae zijn een basale clade van ichthyosauriërs. In 2000 vonden Maisch en Matzke de cymbospondyliden als leden van de Hueneosauria en meer afgeleid dan de mixosauriden, maar Ji en collega's ontdekten dat de cymbospondyliden zich buiten de Hueneosauria bevonden in 2015. Deze twee studies definieerden de groep op twee verschillende manieren, waarbij de eerste het definieerde als de minst inclusieve clade die zowel Cymbospondylus petrinus als Phantomosaurus neubigi bevatte — dus de groep bestaande uit de laatste gemeenschappelijke voorouder van Cymbospondylus petrinus en Phantomosaurus neubigi; en al diens afstammelimgen —, terwijl de laatste het definieerde als de minst inclusieve clade die zowel Cymbospondylus piscosus als Xinminosaurus catactes bevatte, dus met een andere verankerende soort.

## Geslachten
- Cymbospondylus
- Pachygonosaurus?
- Pessopteryx?
- Phantomosaurus?
- Thalattoarchon?
- Xinminosaurus?